# Wild Ones (banda)
Wild Ones es una banda estadounidense de dream pop de Portland, Oregón .

## Historia
Wild Ones comenzó en 2010 con el lanzamiento de un EP titulado You're A Winner. En 2014, lanzaron su primer álbum de estudio bajo el sello de Topshelf Records.
En 2015, Wild Ones publicó un EP titulado Heatwave con Topshelf Records.

## Miembros
- Thomas Himes (teclado)[8]
- Danielle Sullivan (voz)
- Clayton Knapp (bajo)
- Nick Vicario (guitarra)
- Seve Sheldon (batería)

## Discografía
Álbumes de estudio
- Keep It Safe (2014, Topshelf)

EPs
- You're A Winner (2010)
- Heatwave (2014, Topshelf)